# Mimizan
 Mimizan  es una comuna y población de Francia, en la región de Nueva Aquitania, departamento de Landas, en el distrito de Mont-de-Marsan. Es la cabecera y mayor población del cantón de su nombre.
Su población en el censo de 1999 era de 6.894 habitantes. La aglomeración urbana se compone únicamente de la propia comuna.
Está integrada en la Communauté de communes de Mimizan .
La comuna incluye Mimizan-Plage, en la costa Atlántica del golfo de Vizcaya o de Gascuña (Costa de Plata) . El courant de Mimizan vierte sus aguas en el océano Atlántico. Al sur del núcleo urbano y en paralelo a la costa , se extiende el Forêt de Mimizan.Limita al norte con Sainte-Eulalie-en-Born y Aureilhan , al este con Escource , al sur con Bias (Landas) y Saint-Julien-en-Born y al oeste con el océano Atlántico (playas vigiladas).

## Playa Mimizan
La originalidad de la estación balnearia de Mimizan se basa en que está dividida en dos por el Corriente: Mimizan Playa Norte donde se realizan la mayoría de las animaciones estivales, los mercados de estación, la calle peatonal, y Mimizan Playa Sur, donde priman las pistas para bicicletas, los senderos que la transforman en un espacio de veraneo privilegiado.
Las extensiones de arena fina de Mimizan Playa le han valido el apodo de « la perla de la costa de plata » cuando el poeta Maurice Martin hacía escala en Mimizan con su caravana en 1905.

## El Corriente
Recorriendo más de 7 kilómetros de longitud, conduce el agua del lago de Aureilhan al océano Atlántico, es también el punto de encuentro de los tres lagos del norte de las Landas. Frontera natural auténtica, determina las zonas norte y sur de la ciudad. Y su historia es el reflejo de su ruta serpentea. En 1812, se arrojó al océano 3,5 kilómetros más al sur en un lugar llamado la Mailloueyre. En 1928, un fuerte aumento de las aguas destruyeron las dunas costeras y la boca de origen. Dos presas construidas por el hombre todavía dictan la ruta. Pero la erosión marina no siempre arregla las infraestructuras y el Corriente debe ser controlado de cerca.
Al borde del Corriente, los apasionados se dan cita todo el año para ajercer la ancestral y muy reglamentada pesca de la pibale (o angula).
Durante en verano, los niños también aprenden los secretos de la pesca con caña durante animaciones con la escuela de pesca, cerca del lago.

## Historia

### Los orígenes
En el neolítico, los países de la franja oceánica acogieron poblaciones que vivían de la caza y de la pesca y que dejaron muchos vestigios. Al final del neolítico, se instalaron pequeños grupos de agricultores.
En la primera Era del Hierro (siglos VII al V antes de Cristo) se instalaron comunidades que podríamos considerar proto-celtas. Se destaca la presencia de una civilización llamada Boiens, instalada en el país de Buch, que habrían descendido al país de Born. En cambio, estas poblaciones no iban a echar raíces profundas en las Landas. Y cuando los romanos invadieron Aquitania descubrieron poblaciones distintas del pueblo celta, más cercanas a los íberos, organizados en grupos étnicos conocidos con el nombre de Novempopulanie. A fines del siglo III, la región sometida a Roma se organiza en una provincia: la Aquitania, que será jalonada con caminos incluidos en el Itinerario de Antonin, que a comienzos del siglo IV recuerda la huella de las vías romanas en los territorios símbolo de una apertura económica (creación de la vía llamada “del litoral” y de la estación vial de Segosa (Saint-Paul-Le-Vieux)). En la región de Born y de Marensin, se señalaba que las bahías que aún no habían sido cerradas por las dunas servían como puertos que permitían así el tráfico y el comercio, como el de la resina recogida en los bosques de las dunas antiguas.
La época de las invasiones bárbaras da lugar a controversias ya que ha originado muchas leyendas (como en Mimizan la de la batalla donde St. Galatoire pereció bajo los ataques de estos invasores). En cambio, parece ser indiscutible afirmar que después de la época romana, la invasión de las arenas que forman las dunas modernas ocasionó el cierre de las bahías y, como consecuencia, la ruina de los pequeños puertos. Entre los pueblos que encontramos entre el siglo V y el X se encontraban los Gascones. Fue en el año 602 cuando apareció por primera vez el nombre de Vasconia para designar a los países ubicados entre la Garona y los Pirineos. La influencia germánica va a transformar Vasconia en Gascuña. Más tarde, el país sufrió las invasiones

### La época medieval
En el siglo XI se creó el ducado de Aquitania, que abarca desde el Loira hasta los Pirineos.
Además, a partir de esa época y durante siete siglos comenzó el peregrinaje hacia Santiago de Compostela. Peregrinos provenientes de toda Europa atraviesan las Landas. Estos peregrinos siguen itinerarios bordeados por albergues, lugares de culto, castillos o rodeados de piadosos. Siguen tres itinerarios, entre ellos el del litoral. En este último camino se encuentran numerosos hospitales que fueron edificados por los Templiers o los caballeros de San Juan de Jerusalén (por ej., Contis, St Paul en Born, Parentis...).
Mimizan se convierte en una salvedad (asilo sagrado creado por la Iglesia para la protección de los desprotegidos). Su delimitación había sido realizada por nueve mojones monumentales (mojones de salvedad) con forma de pirámides. En la actualidad solo quedan cinco de ellos, que están considerados monumentos históricos. Si bien la primera mención de “salvitas” (salvedad) apareció recién en 1270, el término “frangitas” se emplea en el transcurso de los años 1009-1032. En 1154, el ducado de Aquitania se incorpora al reino de Inglaterra por el casamiento de Eleonora de Aquitania con Enrique II Plantagenet, hasta 1453.
Le Born dependerá de la diócesis de Burdeos. Una gran familia se entra en juego sobre la rivalidad que enfrenta al rey de Francia con el rey-duque: Los Albret. Ellos provienen del corazón del país landés y, hasta 1312, tuvieron el título modesto de “señor” de Labrit, y luego mediante compras, bodas, sucesiones, se instalaron en Marensin y Born, y más tarde en Bazadais... En los escritos aparece también el nombre de otra familia que ha marcado al país: Los Foix-Béarn.

### La Belle Epoque
Después de 1890, la construcción de vías férreas va a abrir el país. Las herrerías cierran una tras otra, pero las destilerías de productos resinosos y los aserraderos se multiplican.
El saneamiento de las Landas, por orden del emperador Napoleón III, la llegada de los trenes de la Compañía ferroviaria del Midi (a partir de 1907 y hasta 1960), la moda de los baños de mar inspirada por la emperatriz Eugenia y los beneficios del aire yodado sobre la salud de los tuberculosos van a permitir el auge de la estación balnearia Mimizan-Playa (que al principio se llamaba Mimizan-les-Bains).
La ciudad ya cuenta con un establecimiento de baños de mar, construido de madera en la playa. Este establecimiento atrae a muchos turistas y contribuye a la fama de Mimizan. Uno de los acontecimientos que marcaron esa época es el paso de una caravana, iniciada por el periodista y escritor Maurice Martin y dirigida por Maurice Vignau y Alphonse Bacon.
Esa caravana recorre las Landas desde Arcachon con el fin de trazar una carretera para automóviles hacia Biarritz. Maurice Martin queda subyugado por la belleza de los paisajes que recorre (cielo, océano, bosque) y, durante un banquete, bautiza el lugar como “la costa de plata” el 20 de marzo de 1905.

## El castillo de Woolsack
En 1911, Hughes Richard Arthur Grosvenor, duque de Westmister, hace erigir esta construcción sublime, un tesoro real en reconocimiento a su valentía durante la segunda guerra bóer.
Diseñado por los arquitectos Detmar Blow y Fernand Billerey, el castillo de Woolsack ha albergado a numerosas personalidades entre las dos guerras.
Durante diez años, Coco Chanel solía ir a descansar, a veces en compañía de algunos empleados de su taller a quienes ofrecía vacaciones de ensueño en una villa ubicada en Mimizan-Playa (hoy colonia de vacaciones del Pylone): ¡las vacaciones pagadas por adelantado! Charlie Chaplin, Salvador Dali, Suzanne Leglen también solían aprovechar esta joya arquitectónica victoriana. Winston Churchill, muy amigo del Duque, pintó una veintena de cuadros en las riberas del lago de Aureilhan.
Luego de que lo comprara el Grupo Gascogne, el Castillo de Woolsack es en la actualidad una propiedad privada de particulares.

## El bosque: tierra de historias e historia de una tierra
Bienvenidos al bosque cultivado más grande de Europa, un bosque imaginado por el hombre que ha luchado contra un territorio hostil e insalubre de arenas invasoras, de ciénagas y de landas áridas, donde subsistía el frágil equilibrio de una economía agro-silvo-pastoril. Utilizando las especies vegetales locales se han fijado las dunas. Por su ingenio, el hombre ha secado las ciénagas y ha plantado miles de hectáreas de pinos marítimos. Aprovechando un bloqueo de los Estados Unidos durante la guerra de secesión, la recolección de la gema (resina) aumenta vertiginosamente en Francia hasta fines del siglo XIX. Los precios luego comienzan a caer hasta el cese total de esta actividad, hacia 1970. Los landeses nuevamente deben adaptarse a una reconversión económica ya que a partir de ahora es la producción de madera la que les interesa a los explotadores forestales.
El macizo forestal landés se distingue, incluso hoy día, por su madera única: “el pino marítimo” y sus trazados rectilíneos, símbolos de una explotación silvícola rigurosa, destinada a los aserraderos más modernos para los árboles más bellos (carpintería, casas de madera, pisos, molduras, enchapados). Los árboles menos “interesantes”, los “subproductos” del bosque tendrán una segunda vida a través del papel y los distintos tipos de paneles de fibras o partículas.
Reforestado una y otra vez, este bosque, que cuenta con la certificación PEFC ( Pan European Forest Certification) en más del 50%, da prueba de una gestión duradera del medioambiente.
La empresa maderera, principal empleador local, genera uno de cada tres empleos y constituye el segundo empleador industrial de la región Aquitania. El bosque genera una multitud de actividades y ha sabido adaptarse a las exigencias de la época moderna.
El bosque, 94% cultivado y privado, ecosistema joven y frágil, está abierto al público a través de una inmensa red de pistas para bicicletas, senderos pedestres preparados para recibir al público, visitas guiadas para todos y animaciones lúdicas para niños.

## Incluso hoy día, las zonas húmedas son testigos del pasado del territorio
El manto de arena de las Landas dista mucho de ser un paisaje sin relieve, y su historia está a la altura de las dunas que lo hacen tan particular. Es el efecto combinado de los vientos y de las regresiones marinas lo que ha ocasionado estas “montañas de arena”. Obstruyendo los estuarios de los ríos, estas montañas dibujan poco a poco los contornos de los numerosos lagos y estanques landeses. El lago de Aureilhan-Mimizan, el estanque de Bias, los estanques de la Mailloueyre y sus alrededores agrupan tipos de medio ambientes muy diferentes: dunas, espejos de agua, ríos en galerías, pantanos y bosques. Son propicios para el desarrollo de una fauna y una flora de gran interés, vigiladas de cerca por las autoridades competentes. Actividades náuticas o para disfrutar de la naturaleza durante todo el año. Y si en el camino se topa con un bovino muy peludo, no tenga miedo: trabaja para el mantenimiento de los pastos que albergan aves fatigadas y hambrientas de su viaje migratorio. Como un reflejo de la identidad del territorio, las zonas húmedas se imponen como lugares para visitar sin dudarlo.

## La fauna y la flora
En el microclima del litoral de Aquitania, se desarrolla toda una flora característica a ambos lados de los caminos. El paisaje está tapizado por dunas litorales en los confines de la landa, retamas, aulagas, brezos, castaños (verdes o de alcornoque).
Algo más difícil de encontrar e incluso más sorprendente en tierras landesas, en las zonas muy húmedas, son las pequeñas plantas carnívoras con hojas erizadas de pelos que tienden una trampa para las moscas.
Para los más sibaritas, la caminata se transforma en una búsqueda de sabores locales recogiendo arbustos, moras o champiñones deliciosos.
Para apreciar otras especies igual de sorprendentes, diríjase hacia Saint-Paul-en-Born. En este pequeño pueblo florido pegado al bosque encontrará árboles centenarios y majestuosos así como numerosos bosques en galería, estas curiosidades naturales que cubren todos los ríos que atraviesan la comuna.
Con respecto a la fauna, es probable que durante una de sus caminatas por el bosque tenga la suerte de cruzarse con numerosas especies animales que allí moran: ciervos, corzos, zorros, tejones, garduñas, erizos, ardillas, jabalíes, liebres y conejos.
Si alza los ojos al cielo, puede ser que asista a los ballets aéreos de alionines, cuclillos, pinzones, lechuzas y otros pájaros que hacen sus nidos sobre las ramas de los pinos. En determinados períodos del año, usted podrá incluso apreciar el admirable espectáculo de los pájaros migratorios como torcazas, hortelanos, patos, becadas y otras grullas cuellinegras que han elegido invernar en el clima landés.

## El florecimiento
En casi 50 años, la etiqueta “Villes y Villages Fleuris” (ciudades y pueblos floridos) se ha convertido en el símbolo de un verdadero fenómeno de sociedad. Y el fenómeno sigue aumentando: cada año, 12.000 comunas presentan sus realizaciones en el concurso de ciudades y pueblos floridos. La etiqueta ha sido otorgada a 3.258 comunas y 201 han ganado las 4 Flores o el Gran Premio.
El jurado evalúa el trabajo de los aspirantes a partir de tres criterios: 
- El marco vegetal de la comuna (los árboles y el florecimiento)
- El marco de la vida de la comuna (el respeto del medio ambiente y el embellecimiento de las edificaciones)
- Las actividades de animación y el nivel de participación de los habitantes en el florecimiento

Desde hace más de 30 años, la Comunidad de las Comunas de Mimizan se moviliza para la calidad de su medio ambiente La comuna de Mimizan obtuvo su primera Flor en 1981, y su cuarta Flor en 1995. Su estación balnearia se encuentra así recompensada por todos los esfuerzos logrados día a día por sus servicios ambientales (16 personas apoyadas por 5 trabajadores estacionales).
Desde 1996, las comunas de Pontenx les Forges y de Saint Paul en Born también participan en gestiones de mejora del marco de vida de su comuna, gracias al florecimiento regular de sus servicios técnicos respectivos y a la participación de la población. La comuna de Pontenx les Forges ha obtenido así, en 2002, una Flor, y Saint Paul en Born 2 Flores en 2003.
Por último, para todos los amantes de los colores y de los aromas, el correctamente llamado "paseo florido" reservar un espectáculo sin igual. Este paraíso florido, que bordea el estanque de Aureilhan, es accesible y bello a lo largo de todo el año. La Isla del Paseo Florido es un sorprendente refugio floral, ubicada en un rincón del lago y unida a la tierra por un puente de madera, cuenta con más de 300 variedades de plantas.

## Demografía
| 4830 | 6502 | 7511 | 7409 | 6710 | 6864 |
| Para los censos de 1962 a 1999 la población legal corresponde a la población sin duplicidades (Fuente: INSEE [Consultar]) |      |      |      |      |      |